# Lakhsas
Lakhsas oder Lakhssas (marokkanisches Tamazight ⵍⴰⵅⵙⴰⵙ; arabisch الأخصاص, DMG al-Aḫṣāṣ) ist eine Bergoase in der Provinz Sidi Ifni in der Region Guelmim-Oued Noun im Süden Marokkos.

## Lage und Klima
Lakhsas liegt in einer Höhe von etwa 930 m in den westlichen Ausläufern des Antiatlas-gebirges etwa 140 km (Fahrtstrecke) südlich von Agadir bzw. ca. 66 km nordöstlich von Guelmim; die Provinzhauptstadt Sidi Ifni befindet sich etwa 60 km westlich. Durch den Ort verläuft die parallel zur Atlantikküste von Tanger durch die Westsahara bis nach Mauretanien führende Fernverkehrsstraße. Das Klima ist nahezu wüstenartig; Regen (ca. 200 mm/Jahr) fällt hauptsächlich in den Wintermonaten.

## Bevölkerung
| Jahr      | 1994 | 2004 | 2014 | 2024 |
| Einwohner | 3329 | 4194 | 4729 | 5603 |

Das anhaltende leichte Bevölkerungswachstum ist im Wesentlichen auf die Zuwanderung von Berberfamilien aus dem Antiatlas-Gebirge zurückzuführen. Andererseits verliert der hochgelegene Ort auch Einwohner an die größeren Städte Tiznit oder Agadir.

## Wirtschaft
Feldwirtschaft ist in der bergigen Landschaft kaum möglich, doch durchstreifen immer noch zahlreiche Schaf- und Ziegenherden das Gebiet. In der Region wachsen zahlreiche Arganbäume, deren von harten Kernen umschlossene Samenplättchen in Kooperativen zu Öl weiterverarbeitet werden.

## Geschichte
Schon seit dem 11. Jahrhundert war der Ort eine Zwischenstation großer Karawanen, die aus Mauretanien und dem Senegal durch die Westsahara bis nach Agadir und weiter nach Marrakesch zogen. Noch heute werden Dromedare, Ziegen und Schafe gehandelt, allerdings nur im regionalen Rahmen.

## Stadtbild
Die alten Häuser aus Stampflehm sind selten geworden und nahezu ausnahmslos dem Verfall anheimgegeben. Die neuen Häuser sind aus Hohlblocksteinen und Beton errichtet; anschließend wurden sie verputzt und zumeist in Rottönen gestrichen.